# Iguana ibrida
L'iguana ibrida è un ibrido di prima generazione risultato dalla riproduzione tra un maschio di iguana marina (Amblyrhynchus cristatus) e una femmina di iguana di terra delle Galapagos (Conolophus subcristatus), che avviene principalmente nell'isola di Plaza Sur (nelle Galápagos), dove i territori delle due specie si sovrappongono.

## Descrizione
Le iguane marine hanno artigli affilati e sono in grado di aggrapparsi alle rocce mentre mangiano alghe  mentre le  iguane terrestri delle Galapagos non hanno artigli affilati quindi sono incapaci di salire sui cactus che sono i loro alimenti principali.
L'iguana ibrida può essere considerata un successo genetico, ha infatti artigli affilati, che possono salire sui cactus e anche mangiare alghe sott'acqua. Si ritiene che l'iguana ibrida sia in grado di sopravvivere sia in ambiente terrestre che in ambiente marittimo.